# Meio interplanetário

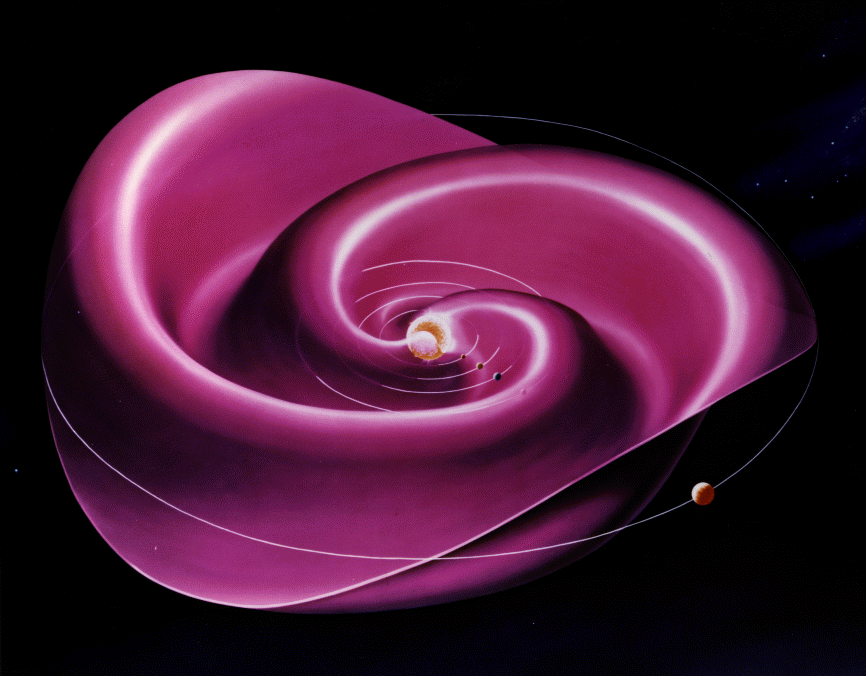
A camada heliosférica difusa resulta da influência do campo magnético em rotação do Sol no plasma dentro do meio interplanetário.

O meio interplanetário ou matéria interplanetária é o material (composto de pó, plasma e raios cósmicos) que preenche todo o interior do Sistema Solar, e no qual os corpos maiores, tais como planetas, asteroides e satélites, movimentam-se.